# Mosela
Mosela (em francês Moselle) é um departamento da França localizado na região do Grande Leste, cuja capital é a cidade de Metz. Forma parte da região histórica e cultural da Lorena. O nome do departamento vem do rio Mosela que o atravessa. Na lista dos departamentos franceses tem o número 57.

## História
Mosela foi um dos primeiros departamentos criados pela Revolução Francesa, o 4 de Março de 1790 por aplicação da lei do 22 de Dezembro de 1789, dividindo a província de Lorena. Conheceu várias mudanças de fronteiras até elas serem fixadas em 1815. As cidades de Saarbrücken e Saarlouis, hoje alemãs, fizeram brevemente parte do departamento.  Nessa época, o departamento era dividido em quatro arrondissements: Metz (capital do departamento), Briey, Sarreguemines e Thionville.
O departamento desapareceu em 18 de maio de 1871, após o tratado de Frankfurt, quando a Alemanha anexou a maior parte do departamento, parte do departamento da Meurthe e quase toda a Alsácia. Só o extremo oeste da Mosela ficava francês, sendo integrado no novo departamento Meurthe-et-Moselle, formando o atual arrondissement de Briey. Os territórios tornando-se alemães  incluíam a parte germanófona da Lorena, com Boulay, Sarreguemines e Sarrebourg, mas também regiões onde sempre se falava francês, como Metz e Château-Salins. O conjunto formava um Bezirk, cuja capital foi Metz.
Quando em 1919, o tratado de Versalhes entregou para a França os territórios lorenos perdidos, não foram reconstituídos os antigos departamentos, mas o Bezirk de Metz mudou para departamento de Mosela, com os "arrondissements" de Boulay-Moselle, Forbach, Metz, Sarreguemines e Thionville (parte da antiga Mosela) e os de Château-Salins e Sarrebourg (parte da antiga Meurthe). O departamento de Meurthe-et-Moselle ficou assim sem nova mudança.
Durante a segunda guerra mundial, após o armistício de 22 de junho de 1940, a Mosela foi de novo anexada pela Alemanha e integrada no Gau Westmark com a Sarre e o Palatinado. A importância da população francófona induziu o Gauleiter Bürckel a pronunciar expulsões maciças de todos os elementos que lhe pareciam não ser seguros, sem considerar critérios raciais, ao contrário do seu colega Wagner, em carga do Gau Baden-Elsass, quem não queria entregar ao inimigo «o precioso sangue germânico». Aparentemente tratados pior que os moradores da Alsácia, os Lorenos expulsos se felicitaram do seu destino quando, em 1942, os alsacianos-lorenos que ficavam foram incorporados à força no exército alemão.
A Mosela foi libertada, na maior parte, pelos americanos em 1944, mas algumas vilas só foram libertadas mais tarde (até Março de 1945).
Por causa da anexação de 1871, o departamento da Mosela (tal como os da Alsácia) fica no regime do concordado de 1801.